# 両性愛

バイセクシュアルのシンボルフラッグ

両性愛（りょうせいあい）、バイセクシュアリティ（英：bisexuality）は、男女の両方に対する恋愛的な魅力、性的魅力、または性的行動を示す性的指向を指す言葉。また、すべての性別の人に対する性的、恋愛的指向を意味することもあり、これは厳密には全性愛（パンセクシュアル）と呼ばれる。
両性愛の性質を持っている人を両性愛者（りょうせいあいしゃ）、バイセクシュアル（英：bisexual）あるいは略してバイという。
両性愛は歴史上、人間社会および動物社会においてもさまざまな形態で観察されてきたものであるが、20世紀後半に入って初めて本格的に研究の対象となった。

## 概説
同性愛および異性愛が女性か男性のいずれかに対する性的指向であるのに対して、「両性愛」は男性と女性の両方のように二つ以上の性別に対して恋愛的、性愛的感情を抱く性的指向である。両性愛の人々は必ずしもそれぞれの性に同等に魅力を感じるとは限らない。いずれかの性を、もう片方の性よりも好む人も多い。また、両方の性を好むが、セックスとしては一方を好んだり、両方のセックスへの指向をもちつつも一方の文化的性のみに魅力を感じるという形態も存在する。

## 用語
両性愛という語は、もともと19世紀に両性具有の者をいうときに用いられ出した語である。遅くとも1914年までには、両性愛は一つの性的指向を指す語として用いられるようになっていた。一部の両性愛者および性に関する調査に携わる者の中には、「両性愛」という語の定義に不満を抱き、多様な代替語を用いるようになったり、両性愛のあり方やある一面を適切に説明できるように追加的な用語をたくさん用いた。しかしながらこうして作り出された語は、まだ社会に広く認識されているとは言えない。
英語においては以下のような関連用語もある。

### パンセクシュアル、オムニセクシュアル（pansexual, omnisexual）
パンセクシュアル（pansexual）あるいはオムニセクシュアル（omnisexual）という言葉について日本語にはまだ対応する語は存在しないが、以下本項では仮に「全性愛」と訳すこととする。
バイセクシュアル（bisexual）という語に含まれる「バイ」という接頭語を避けて、両方の性に惹かれるというよりもあらゆる性に魅力を感じるとする立場から作られた。

### バイ・パーミッシブ（bi-permissive）
バイ・パーミッシブ（bi-permissive）という言葉について日本語にはまだ対応する訳語は存在しない。この語は、積極的に自らの性に性的な意味を見いだそうとすることはないながら、時に特定の性の人と性行為を行うこともあるという人々を指している。このような人々は自らを異性愛であるとか同性愛であると認識し、また圧倒的に多く同じ性の人と性行動をとることもあるだろう。

### アンビセクシュアル（ambisexual）
アンビセクシュアル（ambisexual）という言葉について日本語にはまだ対応する訳語は存在しない。この語は本来、いずれの性に対してもまったく同様に魅力を感じる状況を指してきた。自らをアンビセクシュアルであると認識する人は、身体面でも、感情面でも、知性の面でも、また精神的な面においても、パートナーの性（文化的性含む）に左右されることなく同じように相手に惹かれる。またある人は、パートナーの性的な特徴（e.g.異性であるということ）によって引き起こされるようなものとまったく変わらない、激しい恋愛感情をもつこともある。

### トリセクシュアル（trisexual）
トリセクシュアル（trisexual）という言葉はバイセクシュアルという語の拡張であり、また単なる語呂合わせでもある。もっと重要な用法で用いられたときには、この語は遺伝学的・文化的な男性や女性に加え、トランスジェンダーの人にも同様に性的魅力を感じる状況を指す。精神分析においては、ジェンダー論は異なる文脈で、クリストファー・ボラスが提唱したものがある。一言で言えば、トリセクシュアルは、両性愛に自己愛が加わった形として理解されている。ただし、これは単純にナルシストなバイセクシュアルを指すものではない。なぜなら、ナルシストとは本質的に他者に関心がなく、自分自身が作り出した理想的な自己イメージを他者に与えることで、他者の中にある自己イメージを愛しているだけの人物であるのに対し、トリセクシュアルは、性別を問わず他者に強い関心を持っており、他者が持つ理想を十分に受け入れられる存在だからである。このため、トリセクシュアルな人物は、ナルシストとは異なり、才気に長け、官能的で魅力的であることが多い。ただし、トリセクシュアルは、相手の性的願望を、最終的にはすべて自分に対する賞賛や尊敬の念に変換させてしまうため、自分自身に対する愛情を備給している点で、自己愛的である。

## 差別と偏見
バイフォビア（biphobia）は、両性愛者に対する嫌悪感や、両性愛者であることについて非難されるのではないかという両性愛者の恐れを示す。ほとんどの場合、これは異性愛もしくは同性愛だけがふつうな性指向で、適切なライフスタイルであるという信条に基づく。両性愛という性的指向は同時に、異性愛だけが適切だと考える異性愛者にとってはホモフォビアの対象でもある。これとは逆に、両性愛の人がヘテロフォビアの対象となりうること、また同性愛の人々からの差別の対象であるというときにもあてはまる。

## 両性愛の研究と人口
イプソスによる2021年の調査によれば、平均して世界中の人々の約80％が「異性愛者」、3％が「ゲイ、レズビアン、同性愛者」、4％が「両性愛者」、1％が「パンセクシュアルまたはオムニセクシュアル」、1％が「無性愛者（アセクシュアル）」、1％が「その他」、11％が「わからないか答えない」と回答した。

### 両性愛に関する諸研究
Main article：キンゼイ報告
アルフレッド・キンゼイのSexual Behavior in the Human Male（1948）、Sexual Behavior in the Human Female（1953）（人間男性の性行動・人間女性の性行動）に代表される数件の論文は、ほとんどの人はある程度両性愛的傾向を持つと述べている。つまり、異性愛を自覚する人は、ただ単に異性を同性より好むというだけであって、本来は同性に対する性的魅力も持っていると述べるのである。その他の調査によれば、完全な異性愛または同性愛と断定出来る人は全人口に対して5%ないし10%にすぎないという。一方で、ごく少数の人々は一方の性をより好むという自分の傾向をはっきりとは自覚していない。
両性愛はいずれの性に対しても同じくらいの強さで性的魅力を感じるということのみを意味するのではない。実際、一方の性を明確に好みながらも他方の性への魅力を排除しようとはしないという人は、両性愛者となりうるし実際自身が両性愛者であると認識していることも多い。2005年にメディアの注目を集めた、心理学者ジョン・マイケル・ベイリーによる今後議論を呼びそうな研究を含む、最近のいくつかの研究は、両性愛は男性にきわめて少ないものであるとする見解を提示している。

## 両性愛の社会的地位

### 両性愛と同性愛
同性愛社会の一部の人は、両性愛者を「裏表がある」として非難する。彼らは両性愛者が「真の同性愛」が社会で認知を勝ち取るための「自らの義務を果たしていない」として批判する。また一部同性愛者は、両性愛というのは異性愛者としてのアイデンティティが揺らいだ人が至るもので、単なる同性愛の初期段階に過ぎないと疑い、両性愛者は結局自らが同性愛者であることを認めると考えている（同性愛者が陥りやすいこの種の誤解は、"Bi now, gay later."という揶揄的な言い回しに端的に表されている）。こういった状況は起こりうるし実際起こっているが、両性愛者の大部分に真実として適用されるわけではないようである。それでも往々にして両性愛者は、同性愛者から余り受け入れられないことがある。その理由は、特に男性両性愛者において「いずれは女性を優先して結婚し、子供を作り、家庭を持つという選択をすることが多く、同性愛との関わりは性欲処理だけだ」「同性との恋愛は異性の恋人ができるまでの間に合わせだ」という反感が同性愛者の側にあるからだ。また一部両性愛者が異性と結婚してからもその事実を隠し、同性の愛人を作ったり、同性愛の世界で下半身だけの関係を繰り返したりすることへ反発もある。異性愛結婚制度の中で婚姻関係を結び、自分は家庭という安全地帯で守られながら同性とも関係するのは、配偶者も同性の愛人もその両方を大切にしていないとする声もある。ちなみに両性との性的行動を「実践」することは思春期の両性愛の少年少女にとってもごく一般的なことである。

### 同性愛と異性愛
両性愛という語は、同性愛であることをカミングアウトしないままに異性愛的な結婚をして、なお同性愛的性行動をとる男性のこととしばしば結びつけて考えられるが、このような男性たち（"men living on the down-low "）の大部分は自分のことを両性愛者だとは認識していない。

### 両性愛の象徴

バイセクシュアルプライドフラグ

両性愛者のうちいくらかは異性愛社会にも同性愛社会にもあてはまらないと感じ、また公にはしばしば「見えない」存在となってしまうために（同性愛社会と異性愛社会との両方に所属してどっちつかずな存在に見えてしまうために）、コミュニティ、文化および政治的動議を1から形成せざるを得ない状況におかれている。
両性愛者としてのアイデンティティの一般的象徴は、最上段に濃い桃色で同性愛を、最下段に青色で異性愛を、中段に桃色と青色の合成色である紫色を配した旗（"bisexual pride flag"）である。
この旗と同じ配色を用いているその他の象徴的記号には、図のような一組のオーバーラップした桃色と青色の三角形でつくられる図形がある（桃色の三角形は、同性愛者のコミュニティの象徴としてよく知られている）。重複している部分の紫色はもちろん両性愛を象徴する。

重なり合う三角形

三角形に代わる象徴としては、男女の性的分化の象徴としても用いられる火星と金星の天文学的記号が、両側の切れた2つの円に変更されて生まれた "bisexual double moon symbol" がある。このような図形に変更されたことで、この記号は両性愛者がどちらの性社会にも開かれたものであることを象徴しているのである。
"bisexual double moons" の配色はさまざまなものがある。しばしば、両性愛者が同性愛者のコミュニティに属することを強調して虹色で表されることもあるし、上で述べた他の象徴記号のように、桃色・紫・青の3色で構成されることもある。

## 両性愛の歴史
教養的な社会における歴史的および文学的な記録は、古代より男性の両性愛が日常的なことであって、実際に望ましいことであったのだと示している。このような性的関係は一般に年齢的構造をとったり（古代ローマ帝国時代までの少年愛や、中世から近代の日本における衆道のようなもの）、もしくは文化・社会的構造を取ったり（同じ身体に二つの異なる性が存在すると考えた北アメリカに伝統的なものや、中央アジア地方のイスラム社会における少年愛のようなもの）していた。男性の異性愛や同性愛は記録に残ってはいるが、そのほとんどがむしろ例外的なものとして現れている（アブラハムの宗教のように、異性愛者を特権化し、同性愛や両性愛を強く弾圧する宗教に影響を受けている社会のように非常に特殊な例がまれに存在するが）。先の文化における男性「同性愛」の例としてしばしば引用されるものの多くは、実のところはどちらかというと両性愛に分類した方が適切であるのだ。
女性による両性愛の歴史を確定することはもっと厄介な問題である。というのも、研究されている社会の大部分で女性は男性より社会的に低い身分に置かれ、かつ移動や表現の自由が制限されて自分自身を考えることも少なく、他方では女性が歴史を文字に記し伝える立場になかったからである。
古代ギリシャでは、一般に男性は、思春期のうちに同性愛的指向を示す段階を経験し、続いて青年期において少年愛に特徴を見いだせる両性愛的指向を示す段階を経験し、そこから人生の遅い時期に結婚し子どもを作る時になって初めて異性愛的指向を示す段階に至るのだと考えられていた。古代ローマ帝国や、中国、日本、また現在もその慣習の残るアラブ諸国においても男性は類似の両性愛的振る舞いを見せていた。特に日本においては、衆道にみられる実践とそれに関連する美術作品や文学作品が莫大な数遺されてきていたために、本来なされてきた両性愛的ライフスタイルはとても詳細に記述されているし、なんと19世紀に至るまで実際にその習慣が続いてきているのである。
おそらくもっとも有名な例は複数の妻と愛妾を持っていたアレクサンドロス大王であろう。多くの歴史作家は彼には少なくとも2人の男性の恋人がいたのだと断言している。そのうちのひとりヘファイスティオンは彼の古い友人である。両性愛的振る舞いはローマ皇帝や中国皇帝、日本の将軍・戦国大名たちの間ではしばしば見られることであった。
プラトンの著作『饗宴』はアルキビアデス（ソクラテスの元恋人）のくだりから同性愛の書物とされることも多いが、同時に両性愛に関する有名な寓話も含む。男女（アンドロギュノス）の話がそれで人間は両性に分かれる前は一体であったが、神によって今の男と女に切り離されたため以前の状態に戻ることを渇望して互いに求め合うというものである。ギリシアの彫刻ではこの寓話に基づいて男女の美点をつなぎ合わせた「ヘルムアプロディテ」という像が作られた。プラトンのイデア説から禁欲主義が発達したように、のちの宗教界でも異性愛をも含めた禁欲の概念がないわけではなかったが抑圧したものとして続いていた。

### 古代ギリシャ
古代ギリシアの都市国家スパルタの伝統法は、年頃の若者との同性愛関係は、男性が最終的には結婚して子供を作る限りにおいて、成人男性の判断に任せていた。スパルタ市民は、経験豊富な兵と未熟な兵との間の恋愛関係および肉体関係は、国家に対する忠誠心を強固なものとし、またパートナーを感動させようと兵士たちが互いに競いあうことで、英雄的戦術に積極的に取り組むよう仕向けるものであると考えたのである。
ひとたび年下の兵が成熟した年齢に達したならば、同性愛関係は肉体的なものでなくなるのが望ましいとされたが、この暗黙のルールがどれくらい厳格に順守されたのかということは明らかではない。成人した兵と性的関係を継続したことで汚名を着せられた若い男性に関する話も残っている。しかしながら古代ギリシャ世界のほとんどの地域においては、たとえばアテネを例として挙げると、老齢の男性と、かなり若年の少年とが少年の成人まで性的関係を継続すると言うことは社会的に厳しく蔑まれていたのである。このような関係は、少年に対し男性が優位に立っているものと見なされ、奨励されていなかった。
ギリシャ世界におけるいくつかの宗教的書物は、両性愛の話題をまとめる試みを行っている。その論理は、ミステリー的なものから帰納的なものまで多岐にわたってはいるが。

### 中東および中央アジア
イスラム教諸国においては、対象の性が何であっても、イスラームの教義に背かない限り愛は絶対的な善であるとみなす文化が発達した。男性が美しい少年に魅力を感じるということはイスラム世界において万国共通であり、ごく普通のこととしてかなり寛容に理解されていた。このような逸話がある。イブン・アル＝ジャウージという13世紀の学者は「あの、美しい少年を見ても何にも感じないとか言う男はうそつきだ。奴を信じることができるとしたら奴は人間じゃない。動物でしかあり得ない」と述べたことで有名なのである。
宗教的書物の一部は、少年に対する感情は女性に対するものよりしばしば強いものであったので、この感情にのめり込まないよう若い男性に警鐘をならすほどであった。スーフィズムは、議論の分かれる所であるのだが、男の子の美しさをじっと見つめることは神と交流する方法なのだと教えている。詩人やアーティストは中世から20世紀初頭に至るまで、受け入れられたか否かは別問題としても、繰り返し少年の愛を表現してきた。クルアーンに男性とのアナルセックスを厳しく禁じる規定（リワート）があることは一部の人により愚弄され、またこのような関係に耽った人により曲解されてきたが、性交以外の行為は思いとどまらせてきた。男性はしばしばこのリワートが原因でパートナーもろとも有罪宣告を受け、折を見て処刑された。
しかしながらクルアーンは、犯罪者を有罪とするために、犯罪現場が4人の男性または8人の女性により押さえられていることを必要としているのである。

## 動物の両性愛行動
人間以外の多くの動物も両性愛行動を示す。哺乳類ではボノボ、シャチ、バンドウイルカが挙げられる。生物学的な実例は魚類、甲殻類、扁形動物に豊富に見られる。両性愛は、行動としても生物学的にも、500以上の動物種においてその存在が確認されている。

## 関連書籍
- フリッツ・クライン 著、河野貴代美 訳『バイセクシュアルという生き方』現代書館、1997年。ISBN 4-7684-6716-4。